# Discinaceae
Discinaceae Erich Heinz Benedix (1962) din încrengătura Ascomycota în subdivizia Pezizomycotina clasa Pezizomycetes și ordinul Pezizales este o familie de ciuperci saprofite și/sau parazitare destul de mică, dar răspândită în toată lumea. În momentul de față conține 5 genuri cu 58 de specii, cele mai mari între ele fiind Discina și Gyromitra. Tip de gen este Discina.

## Istoric
Familia de fungi Discinaceae a fost determinată pentru prima dată de micologul german Erich Heinz Benedix (1914-1983) în articolul său Zur polyphyletischen Herkunft der Helvelaceen ss. lat., publicat în jurnalul micologic Zeitschrift für Pilzkunde din 1962 și modificată în descriere datorită unui studiu molecular al acidului ribonucleic ribozomal de către micologul Kerry O'Donnell în 1997. Taxonul este valabil până în prezent (2019). 
Încercări de redenumire nu au fost făcute.

## Genurile familiei
Acestei familii aparțin în momentul de față (2019) 5 genuri cu 58 de specii care sunt:
- Discina, (Fr.) Fr. (1849) cu 21 de specii, tip de specie fiind Discina ancilis (Pers.) Sacc. (1889) sin. Discina perlata Fr. (1849);
- Gymnohydnotrya B.C. Zhang & Minter (1989) cu 3 specii neeuropene, tip de specie fiind Gymnohydnotrya australiana;[5]
- Gyromitra Fr. 1849 cu 21 (după alții 18) de specii, tip de specie fiind: Gyromitra esculenta (Pers.) Fr. (1849)
- Hydnotrya Berk. & Broome[6] cu 10 specii, tip de specie fiind Hydnotrya tulasnei Berk. & Broome (1846);[7][8]
- Pseudorhizina, Jacz. (1913)  cu 3 specii, tip de specie fiind Pseudorhizina korshinskii Jacz. (1913),[9] sinonime sunt Gyromitrodes sau Ochromitra.[10]

## Specii din genurile familiei în imagini

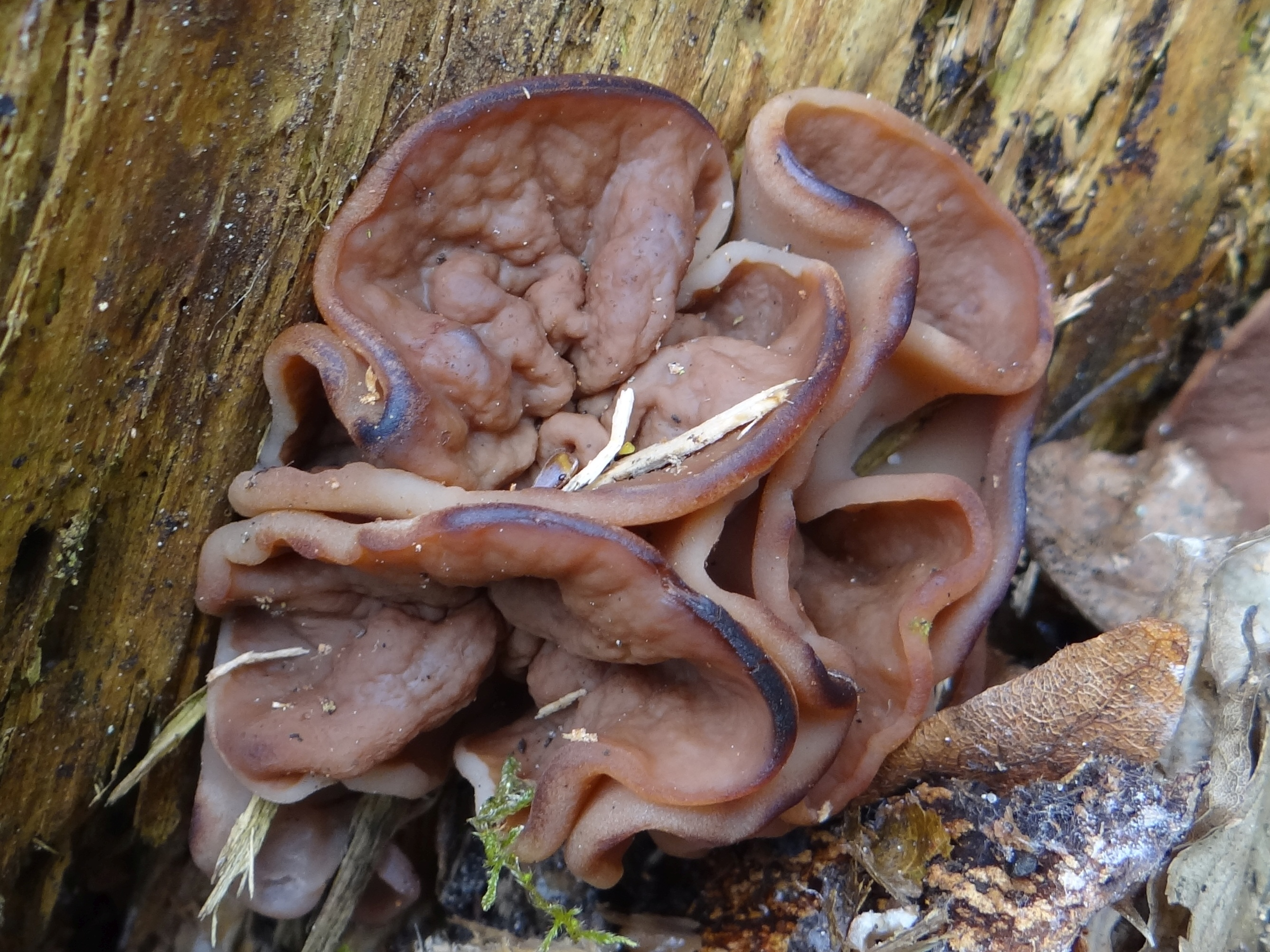
Discina ancilis sin. Discina perlata
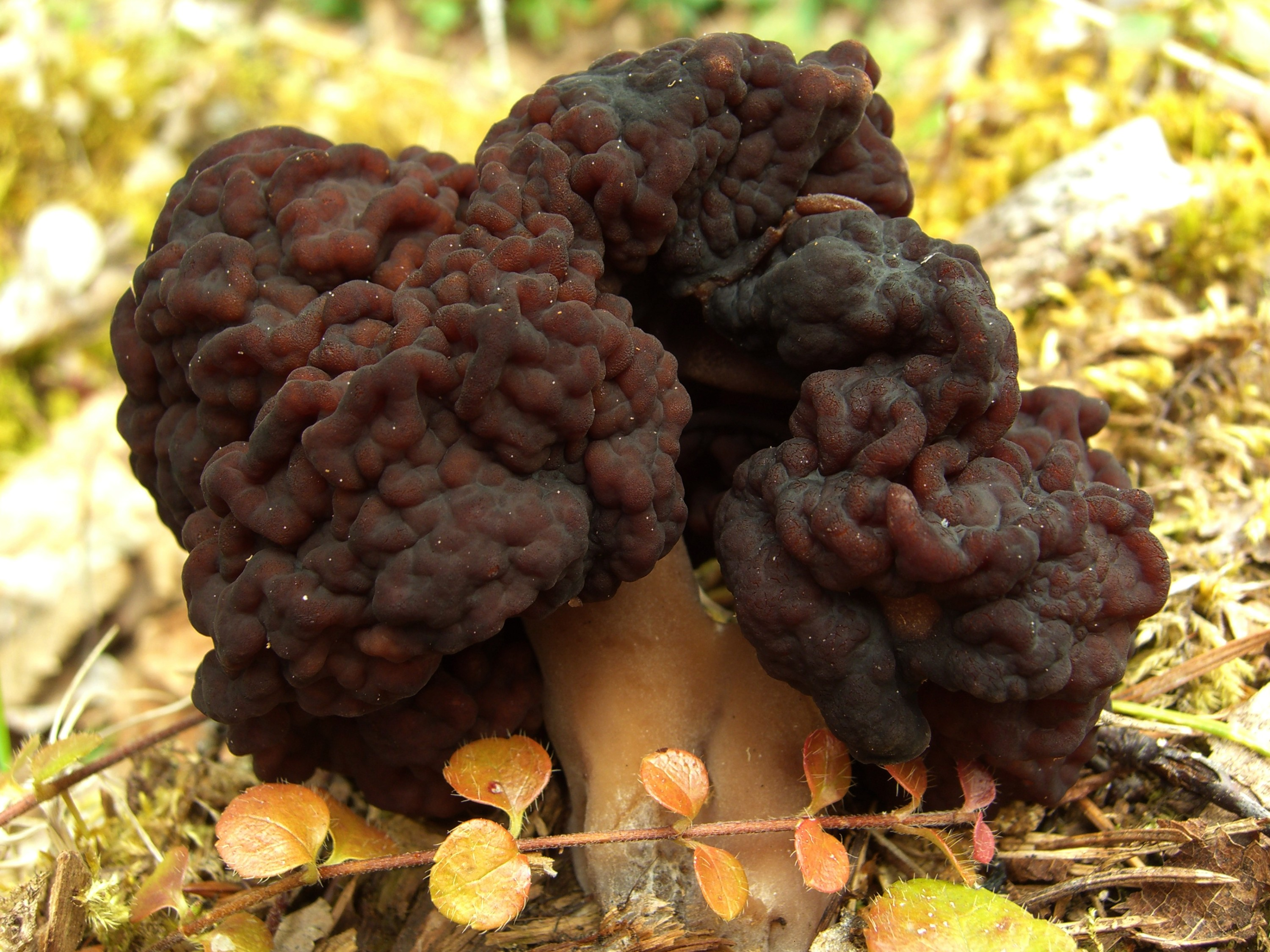
Gyromitra esculenta
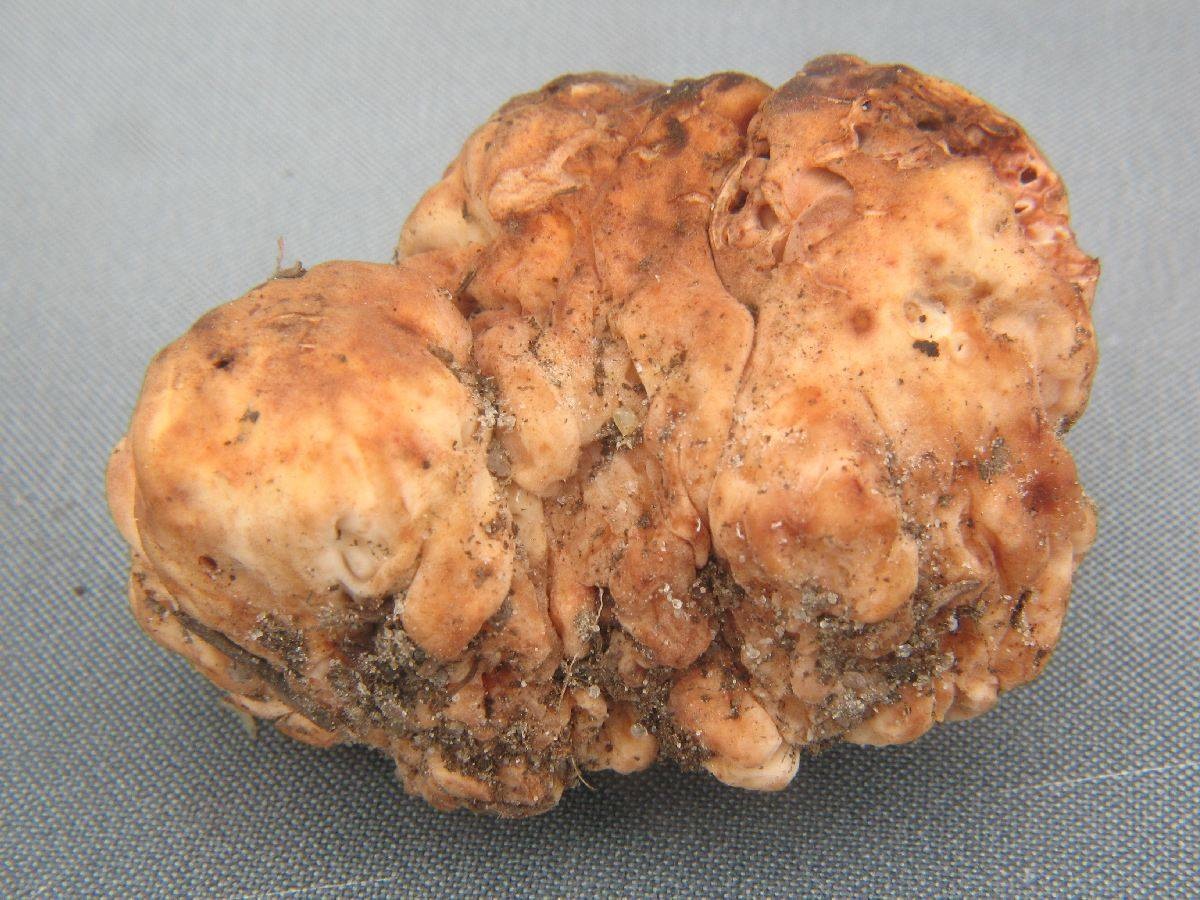
Hydnotrya tulasnei
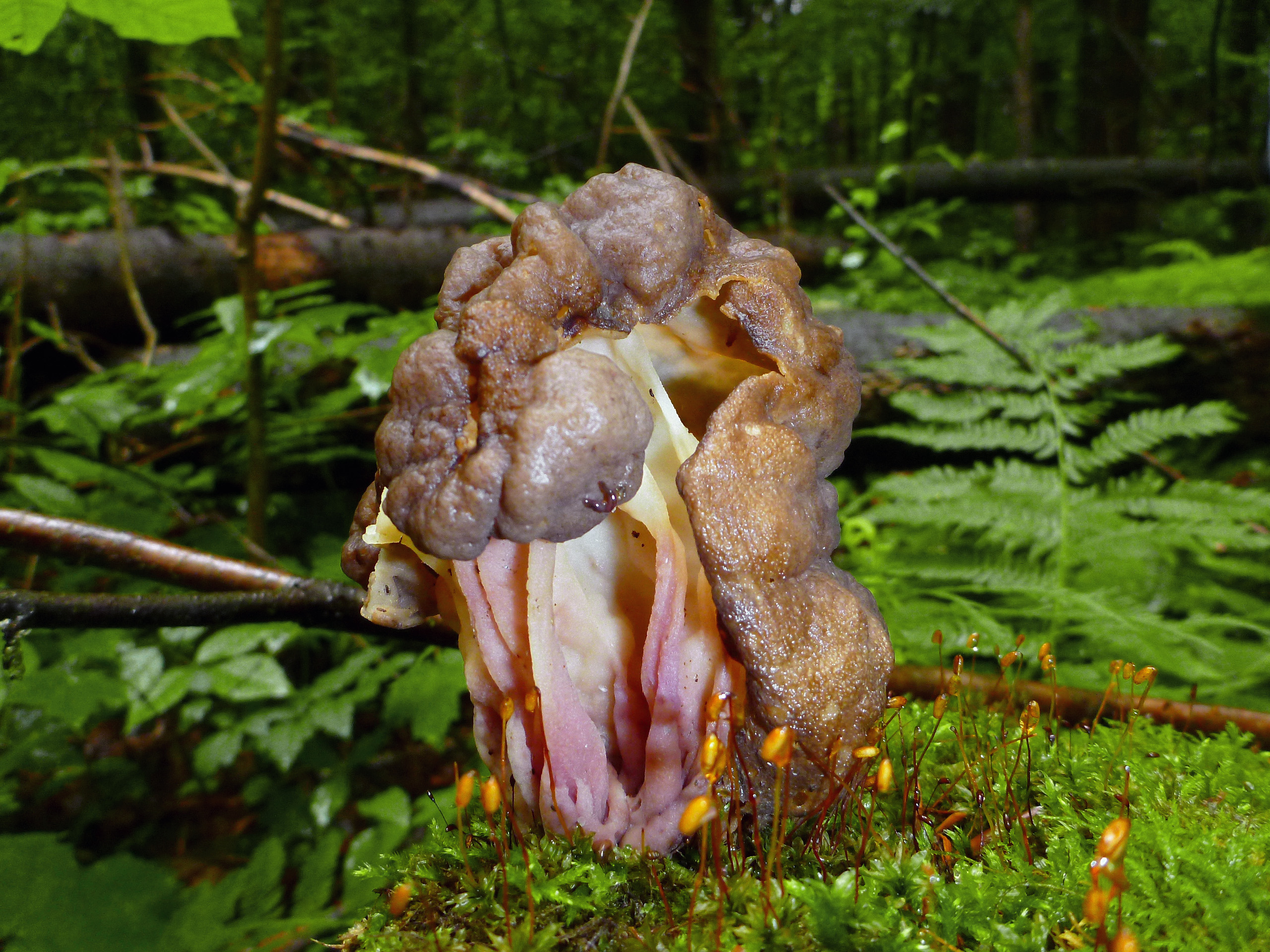
Pseudorhizina sphaerospora

## Delimitare
Următoarele genuri sunt apropiat înrudite, dar nu aparțin familiei Discinaceae:
- Helvellaceae Fr. (1822),[11] 134 (117) specii în 5 genuri, cu tipul de gen Helvella,[12]
- Morchellaceae Ludwig Reichenbach (1834),[13] 116 specii în 8 genuri, cu tipul de gen Morchella,[14]
- Pezizaceae Dumort. (1829),[15] 230 specii în 31 genuri cu tipul de gen Peziza Pers. (1800),[16][17]
- Pyronemataceae (Pers.) Bonord. (1851)[18] aproximativ 500 de specii în 75 de genuri cu tipul de gen Otidea,[19]
- Terfeziaceae E.Fisch. (1897),[20] 65 de specii în 6 genuri,  cu tipul de gen Terfizia.[21]

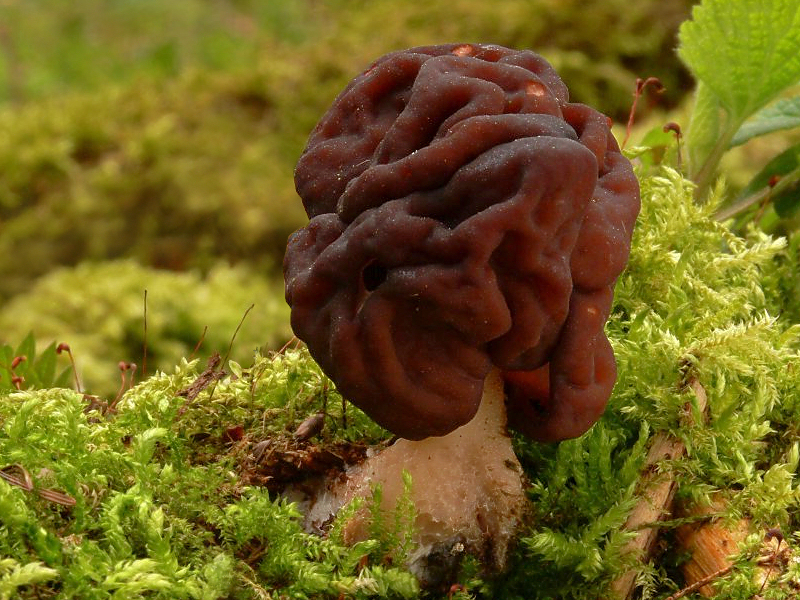
Gyromitra esculenta
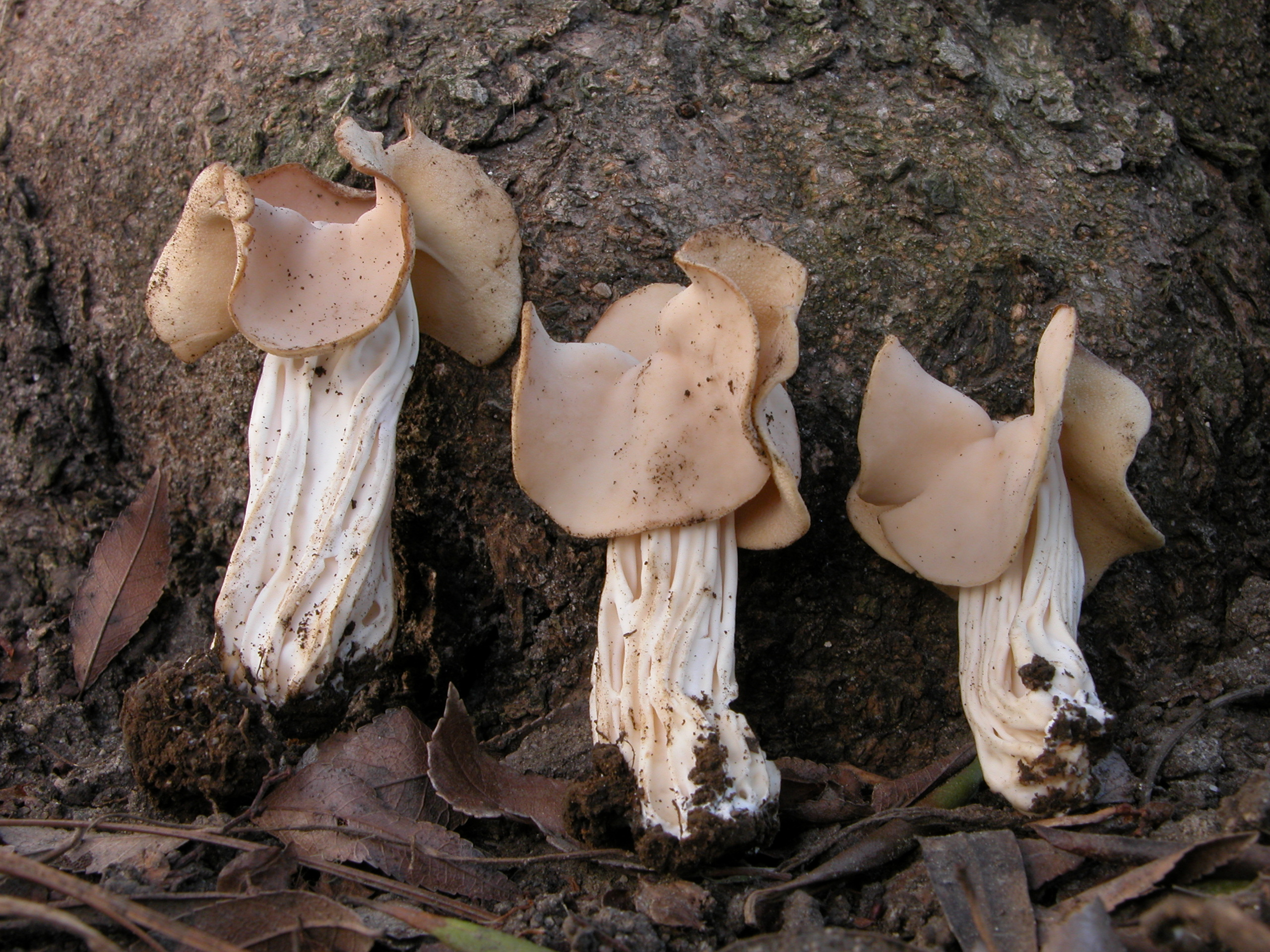
Helvella crispa
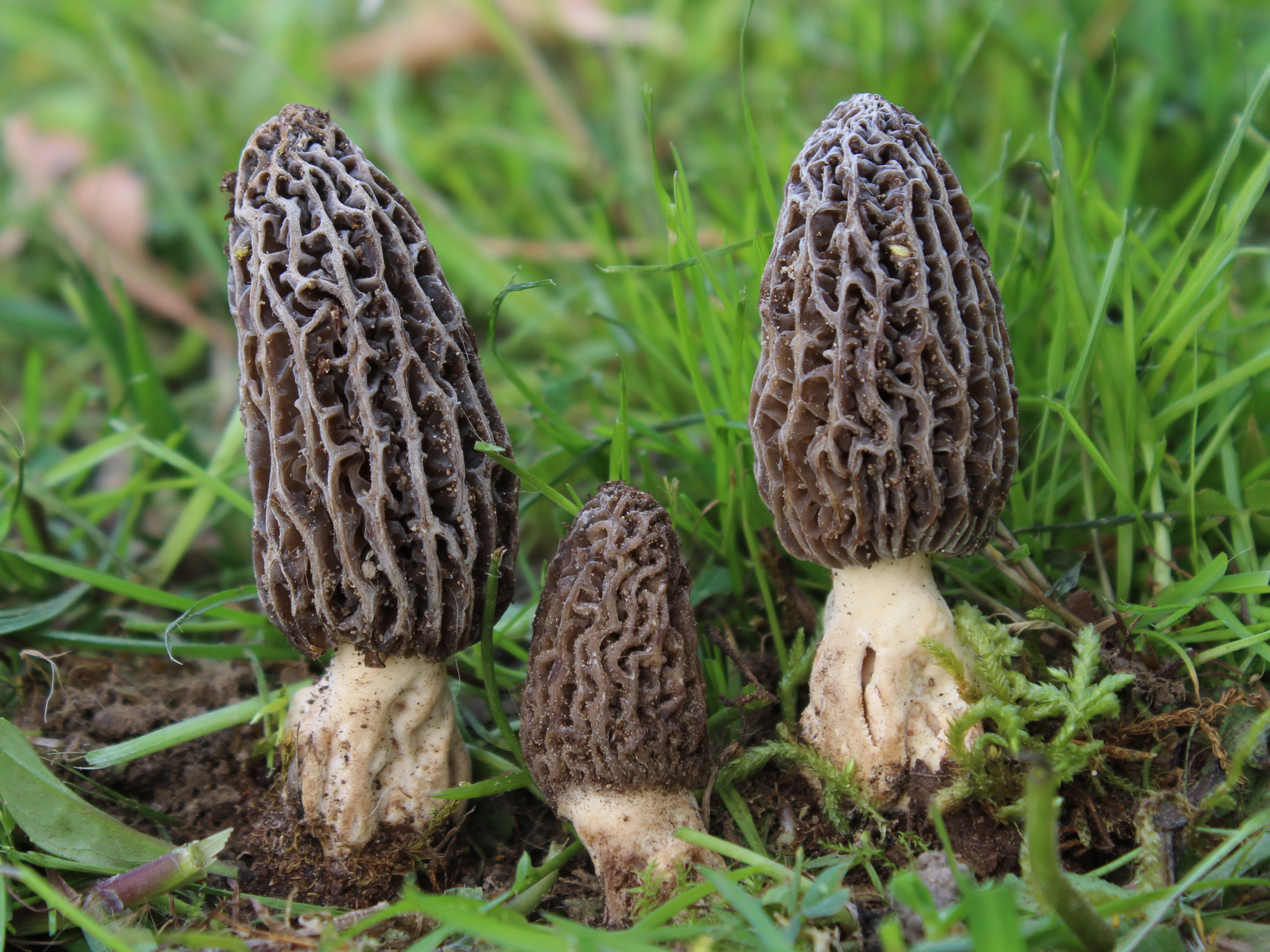
Morchella tridentina
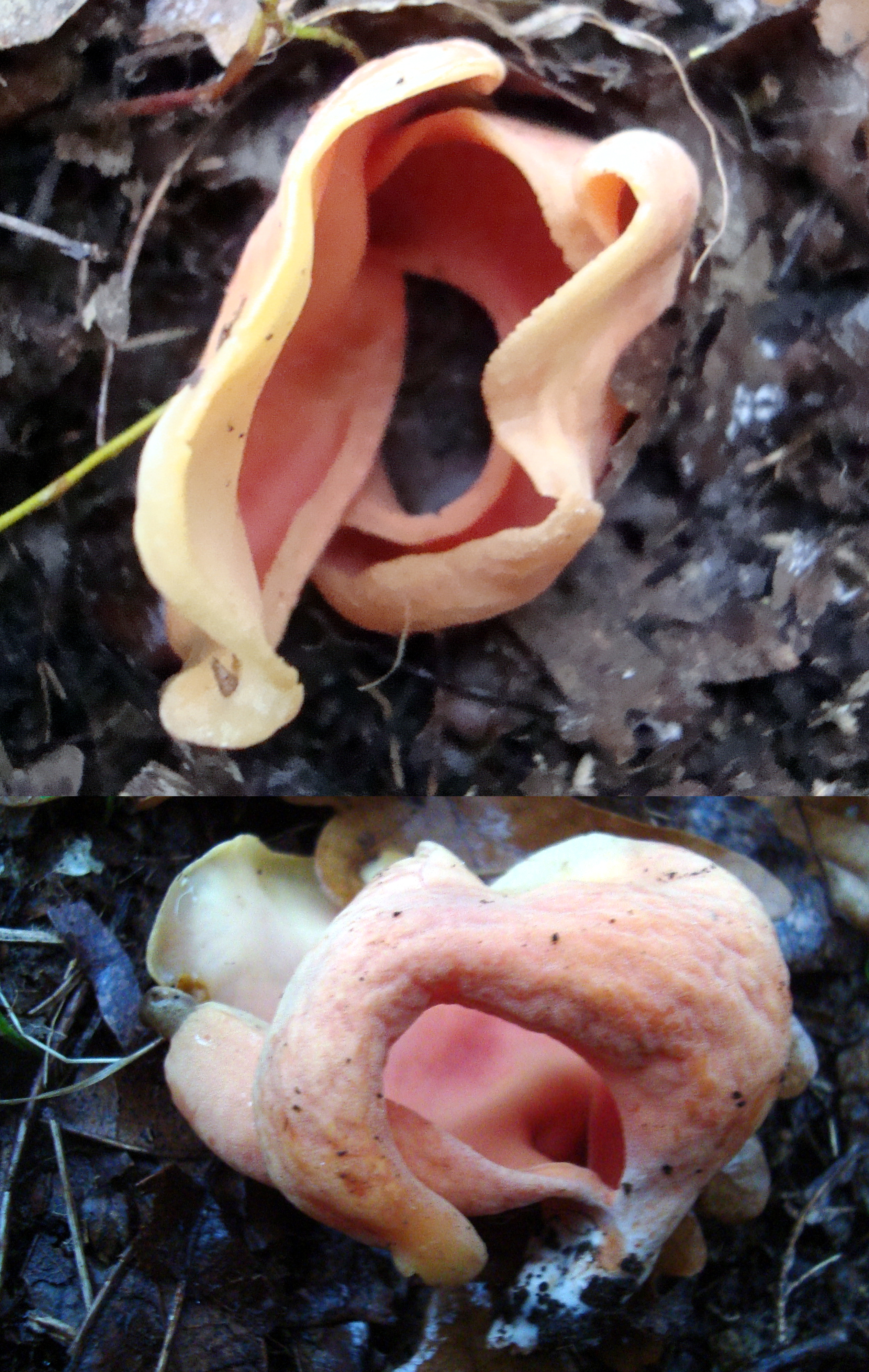
Otidea onotica
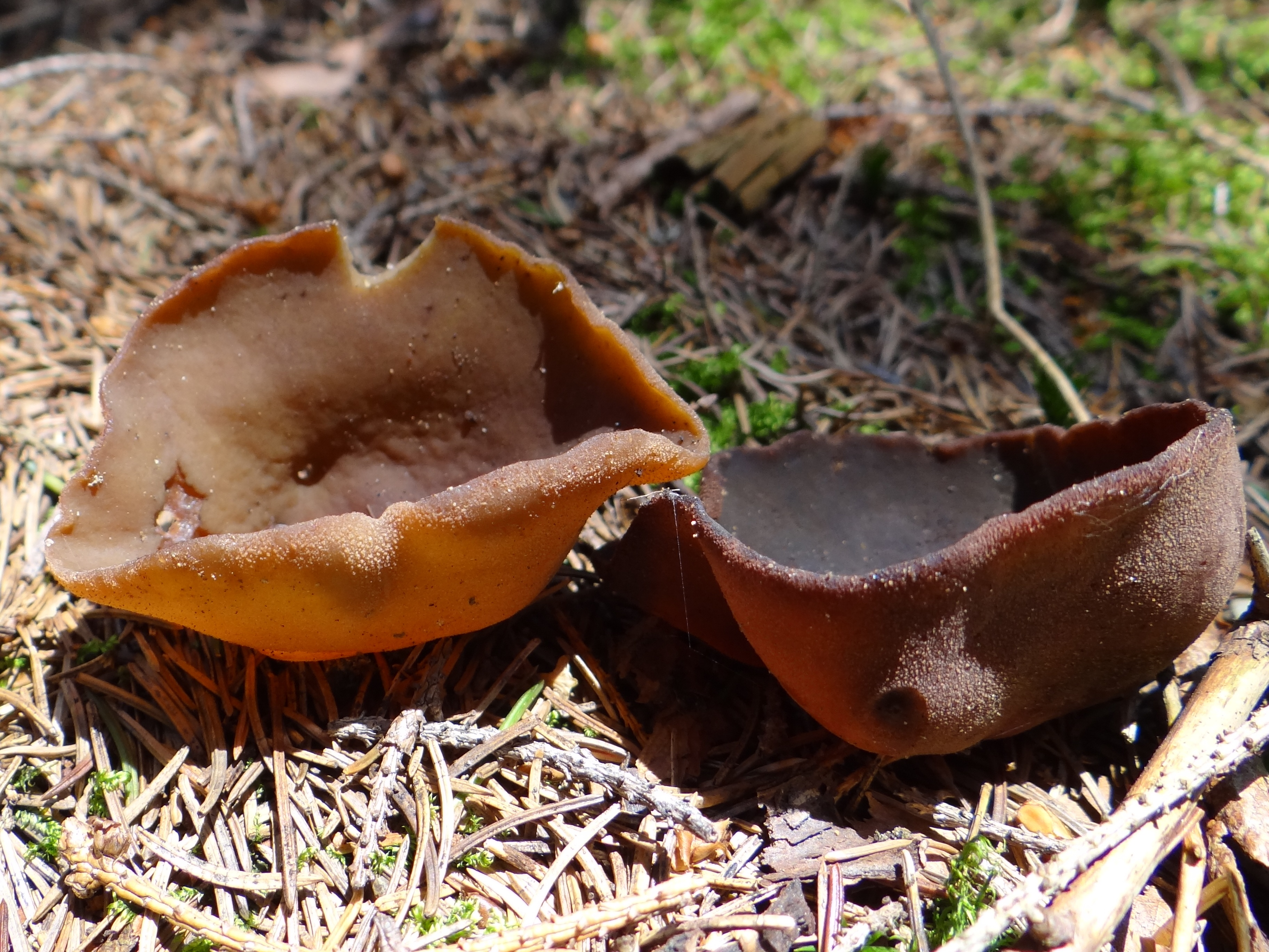
Peziza badia
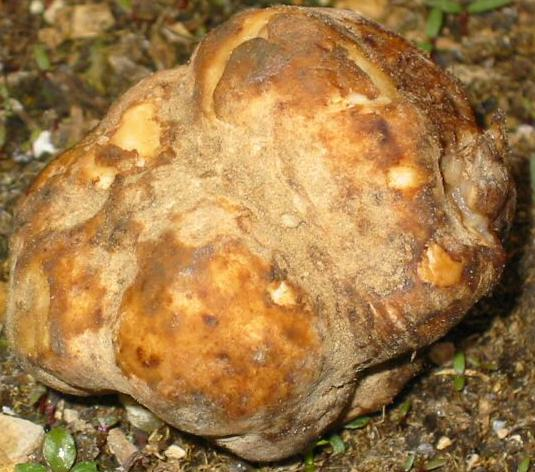
Terfezia arenaria

## Bibiliografie
- Hermann Theodor Jahn „Pilzbriefe”, vol. 6-8, Editura Pilzkundlichen Arbeitsgemeinschaft in Westfalen, 1966
- Elke Brechner, Daniel Dreesmann, Barbara Dinkelaker: „Kompaktlexikon der Biologie”, vol. 1: „A până Fotom”, Editura Spektrum Akademischer Verlag GmbH, Tübingen 2012, ISBN 3827430674, 9783827430670
- Gustav Lindau: „Kryptogamenflora für Anfänger: Eine Einführung in das Studium der blütenlosen Gewächse für Studierende und Liebhaber”, vol. 2, Editura Julius Springer, Berlin 1922
- Meinhard Michael Moser: „Kleine Kryptogamenflora der Pilze – vol. II a.: „Höhere Phycomyceten und Ascomyceten”, Editura Gustav Fischer, Jena 1963